# Lina Schwarz
Lina Schwarz (Verona, 20 marzo 1876 – Arcisate, 24 novembre 1947) è stata una poetessa e traduttrice italiana.

## Biografia
Nata nel 1876 a Verona, in una famiglia di commercianti ebrei, si trasferì ben presto a Milano dove visse fino al 1943, quando, a causa della guerra, dovette riparare ad Arcisate, in provincia di Varese. Il Centro documentazione ebraica contemporanea di Milano la ritrovò negli elenchi del censimento degli ebrei promosso dalla prefettura di Milano nel 1938. 

Da Arcisate raggiunse Brissago in Svizzera per sfuggire alle persecuzioni contro gli ebrei. Negli ultimi anni della sua vita ritornò ad Arcisate. Nel libro Arcisate nella storia e nell'arte,  si segnala che:  
La fattoria La Monda, situata nelle colline del Varesotto, dall'ottobre 1996 è proprietà della Società Antroposofica, con l'auspicio della realizzazione di una piccola azienda biodinamica e di un progetto realistico di attività antroposofica,  per espressa volontà testamentaria del nipote della scrittrice, che il 28 febbraio 1913, con Charlotte Alexander Ferreri, aveva fondato a Milano con il nome di "Leonardo da Vinci" uno dei primi gruppi antroposofici in Italia. Lina Schwarz rappresentò questo gruppo al convegno di Natale per la fondazione della Società antroposofica Universale, a Dornach,  24 dicembre 1923 - 1 gennaio 1924. In rappresentanza dell’Italia e per incarico della Presidenza venne invitata la baronessa Emmelina de Renzis; in rappresentanza del gruppo "Novalis", Colonna di Cesarò. La delegazione italiana risultava essere la più numerosa: oltre alle persone già citate, erano presenti Alcibiade Mazzerelli e Lamberto Caffarelli; in rappresentanza di Honolulu vi era Charlotte Alexander Ferreri, che già assunse la direzione del "Leonardo da Vinci" alla sua fondazione.

Lina Schwarz morì ad Arcisate il 24 novembre 1947. Come scrive Eugenio Cazzani, il funerale della scrittrice fu grandioso: 

## Attività letteraria
Lina Schwarz non fu solo poetessa e scrittrice per l'infanzia, ma traduttrice delle opere del filosofo e pedagogista Rudolf Steiner e fondatrice insieme a Lavinia Mondolfo della scuola steineriana di Milano. S'interessò di temi sociali, impegnata nell'ambito dell'Unione Femminile, in cui maturò successivi progetti d'aiuto ai minori. Nell'Associazione La Fraterna seguì le bambine nelle letture e nei momenti ricreativi, mentre in seguito promosse l'Associazione Scuola e Famiglia, ente che si proponeva di sostenere economicamente le famiglie di alunne disagiate. 
Collaborò con Il giornalino della Domenica di Vamba e con Il Corriere dei piccoli. Pubblicò diverse raccolte di cantilene, filastrocche, canzoncine, poesie per bambini, cominciando nel 1904 con Il libro dei bimbi. Diverse sue opere entrarono anonime nelle antologie scolastiche e in altri libri di divulgazione per ragazzi, come I Quindici, dove troviamo la sua famosa canzoncina per bambini "Stella stellina": 
La notte s'avvicina

La fiamma traballa

La mucca è nella stalla

La mucca e il vitello

La pecora e l'agnello

La chioccia e 'l pulcino

Ognuna ha il suo bambino

Ognuno ha la sua mamma

E tutti a far la nanna»

## Intitolazioni
- A Lina Schwarz nel 1963 è stata intitolata la scuola elementare di Arcisate con la seguente motivazione:

## Libri
- Lina Schwarz (1904), Il libro dei bimbi, Firenze, Bemporad
- Lina Schwarz (1910), Canzoncine per i bimbi con accompagnamento di pianoforte; musiche di Elisabetta Oddone, disegni di Aleardo Terzi; Ricordi
- Lina Schwarz (1920), Ancora…e poi basta!, Hoepli
- Lina Schwarz (1921), Buon giorno d'aprile, Milano, Mondadori.
- Lina Schwarz (1921), Dramma, Milano, Mondadori
- Lina Schwarz (1921), Figlio mio, Milano, Mondadori
- Lina Schwarz (1921), Luna Bella, Milano, Mondadori
- Lina Schwarz (1921), Il messaggio, Milano, Mondadori
- Lina Schwarz (1921), Ninna nanna del camiciolino, Milano, Mondadori
- Lina Schwarz (1921), Quanti sono?, Milano, Mondadori
- Lina Schwarz (1921), Sacra notte, Milano, Mondadori
- Lina Schwarz (1921), Sei filastrocche per i più piccini, Milano, Mondadori
- Lina Schwarz (1925), La Bella Primavera e Primo Sole, Milano, Mondadori
- Lina Schwarz (1935), Tra sera e mattina, (con pitture originali di Hilde Langen)